# Парламентские выборы на Барбадосе (1999)
Парламентские выборы на Барбадосе прошли 20 января 1999 года для избрания 28 депутатов Палаты собрания в парламенте Барбадоса. В результате победу одержала Барбадосская лейбористская партия, получившая 26 из 28 мест. Оппозиционная Демократическая лейбористская партия под руководством Дэвида Томпсона сохранила лишь 2 места парламента. Явка составила 63,4%. Это была наиболее убедительная победа какой-либо партии с момента введения всеобщего избирательного права в стране в 1951 году.

## Избирательный закон
Парламентские выборы в нижнюю палату Парламента Барбадоса по Конституции страны должны быть проведены не позже, чем через 5 лет после предыдущих. Досрочные выборы могут быть объявлены генерал-губернатором по представлению правительства либо в результате объявления парламентом вотума недоверия премьер-министру.

## Результаты
|                                       |                                       |         |       |       |     |
| Партия                                | Партия                                | Голоса  | %     | Места | +/– |
|                                       | Барбадосская лейбористская партия     | 83 445  | 64,87 | 26    | +7  |
|                                       | Демократическая лейбористская партия  | 45 118  | 35,08 | 2     | –6  |
|                                       | Независимые                           | 67      | 0,05  | 0     | 0   |
| Недействительных/пустых бюллетеней    | Недействительных/пустых бюллетеней    | 820     | 0,63  | -     | -   |
| Всего                                 | Всего                                 | 128 630 | 100   | 28    | 0   |
| Зарегистрированных избирателей / Явка | Зарегистрированных избирателей / Явка | 204 307 | 63,36 | -     | -   |
| Источник: Nohlen                      |                                       |         |       |       |     |